# Цыганков, Тимофей Пантелеевич
Тимофе́й Пантеле́евич Цыганко́в (1910—1985) — советский тракторист, бригадир тракторной бригады Майкопской МТС Адыгейской автономной области. Участник Великой Отечественной войны. Герой Социалистического Труда (1948).

## Биография
Родился в 1910 году в станице Тульской Краснодарского края. Ему было всего восемь лет, когда остался круглым сиротой. Отец погиб на Гражданской войне, защищая Советскую власть, а в восемнадцатом году не стало и матери.
Много лет проработал Тимофей по найму у кулаков, а когда в станице организовалась сельхозартель, он первым вступил в неё. Работал рядовым колхозником, а затем прицепщиком тракторной бригады. С 1929 года работал трактористом. А с 1937 года назначен на пост бригадира тракторной бригады.

### В годы войны
В РККА с 03 августа 1941 года призван Майкопским РВК. Красноармеец, слесарь-ремонтник 165-й отдельной автотранспортной роты 339-й стрелковой дивизии.
Прошёл боевой путь, как и его 339-я Ростовская Таманская Бранденбургская Краснознамённая ордена Суворова 2-й степени стрелковая дивизия. За его спиной Оборона Донбасса, Битва за Кавказ, Освобождение Крыма.
При штурме Сапун-Горы в Крыму получил тяжёлую контузию и был отправлен в госпиталь. Воевать ему больше не пришлось: контузия тяжело сказалась на его здоровье.

### После войны
В декабре 1944 года вернулся домой, в родной колхоз. Грудь его была украшена двумя орденами Красной Звезды, медалью «За отвагу» и двумя медалями «За боевые заслуги».
На другой день он вновь принял бригаду.
Особенно бригада отличилась в послевоенном 1947 году.  План тракторных работ бригада значительно перевыполнила и на пятнадцатисильный трактор выработала 850 гектаров мягкой пахоты. А его трактористы Андрей Костюченко, Порфирий Тарасенко и братья Иван, Филипп и Василий Клещуновы довели индивидуальную выработку до 1000 гектаров. С каждого из 185 гектаров было собрано по 24,5 центнера пшеницы.
За трудовой подвиг Указом Президиума Верховного Совета СССР от 6 мая 1948 года бригадиру тракторной бригады Майкопской МТС Тимофею Пантелеевичу Цыганкову присвоено звание Героя Социалистического Труда.
Этим же Указом получили высокое звания директор Майкопской МТС Иванов, Михаил Григорьевич, сотрудники Александр Поляниченко и Михаил Романов.
Член КПСС с 1953 года. Избирался кандидатом в члены Краснодарского крайкома, членом Адыгейского обкома и Майкопского райкома КПСС, депутатом сельского и Адыгейского областного Советов народных депутатов.
Персональный пенсионер союзного значения, проживал в станице Кужорской Майкопского района.
Умер 1985 году. Похоронен в станице Кужорской.

## Награды
- Медаль «Серп и Молот» (1948);
- Орден Ленина (1948)
- Орден Отечественной войны II степени[2]
- Орден Красной Звезды
- Орден Красной Звезды
- Медаль «За боевые заслуги» (31.10.1943)[3]
- Медаль «За боевые заслуги»[4]
- Медаль «За оборону Кавказа»
- Медаль «За победу над Германией в Великой Отечественной войне 1941—1945 гг.» (9 мая 1945[5])
- Юбилейная медаль «Двадцать лет Победы в Великой Отечественной войне 1941—1945 гг.» (7 мая 1965[6])
- Юбилейная медаль «Тридцать лет Победы в Великой Отечественной войне 1941—1945 гг.»[7]
- Знак МО СССР «25 лет Победы в Великой Отечественной войне»

## Память
- На кладбище установлен надгробный памятник.